# 岡野博一
岡野 博一（おかの ひろかず、1971年5月23日 - ）は、日本の伝統工芸プロデューサー。福岡県出身。
株式会社岡野代表取締役。株式会社風土取締役。博多織工業組合元理事長。

## 経歴
1971年、福岡県出身。福岡県立筑紫丘高校卒業後、明治大学政治経済学部に進学。同校卒業後、人材コンサルティング会社を設立。
1996年、26歳の時に本家が営む博多織元を買い受け、5代目当主に就任。13年間続いた赤字を黒字化することに成功する。その後、国内の様々な産地で廃業寸前の現場に直面し、伝統工芸再生に使命感を持つ。
2015年、現代アーティスト・小松美羽の描いた作品を有田焼で立体制作することをプロデュース。この作品が大英博物館に収蔵され、伝統工芸と現代アートの融合の可能性を模索するようになる。また、LVMH等の欧米の伝統工芸を由来とするラグジュアリーブランドの世界的成功事例を学び、日本伝統工芸の再起のヒントを探る。
2019年、博多織777周年記念の年に、組合改革を要望する声に推され博多織工業組合理事長に就任し、既存の枠組みに囚われない様々な取り組みを行った。その結果、改革のスピードについていけない組合員や、改革を望まない勢力から反感を買い、1年で退任。
2022年、既存の着物流通±システムを変革するため、新たにプラットフォームを構築し、着物業界全体の底上げを目指す。

## 人物像
小学生時代、ソフトボールの試合で負けた際にコーチから怒られたことに疑問を抱く。「スポーツは勝敗を決めるルールであり、勝つチームがあれば負けるチームもある。負ける度に怒られるのは理不尽だ」と感じ、他者と競うスポーツから自分と競うダンスを始める。小学生の卒業文集には「社長、ファッション、世界」という3つのキーワードを書く。
中学時代、校則で決められていた坊主頭に理不尽さを感じた。生徒手帳に「生徒の過半数の賛同で校則変更の提案を職員会議へ提出でき、職員会議で3分の2以上の賛同があれば、校則は変えられる」と明記されていたため、3学年全ての教室を回り署名活動を行う。署名はすぐに集まり、職員会議への提案を行ったが、前例がないという理由で取り合ってもらえなかった。状況打破するためにNHKに電話をし、取材に来てもらうなどの活動を行った結果、地域で最初に坊主校則がなくなった。
高校2年の時に、新たに創設された交換留学制度の第1号に選ばれ、米国ミズーリ州へ留学する。当時のプログラムでは、1年間の留学後は日本の高校2年生として復学するようになっていたが、現地の高校を卒業したいと考え、日本の校長に直談判しアメリカの高校を卒業する。元の高校に復学すると2年生になるため、アメリカの卒業証書があれば大学受験が可能であることを確認した上で、日本の高校を退学する旨を学校側に伝えると前例がないため認められなかった。その後、学校側と協議を重ね、一旦退学した後に再度試験を受け3年生へ編入するということで落ち着く。無事日本の高校も卒業する。
大学時代、友人らが就職活動を始める中で、周りに流されて就職することに恐怖を感じ、就職活動をしないことを決意。そんな時に、日本にアントレプレナーという言葉を持ち込んだ福島正伸と出会い、起業への決意を確固たるものとする。

## その他
- 「TEDx FUKUOKA」でのプレゼン[4]